# Deadline (2009)
Deadline är en amerikansk skräckfilm från 2009 regisserad av Sean McConville med Brittany Murphy och Thora Birch. Filmen blev Murphys sista då hon avled den 20 december 2009.